# Észak-Jemen az 1984. évi nyári olimpiai játékokon
Észak-Jemen az egyesült államokbeli Los Angelesben megrendezett 1984. évi nyári olimpiai játékok egyik részt vevő nemzete volt. Az országot az olimpián 1 sportágban 2 sportoló képviselte, akik érmet nem szereztek. Észak-Jemen első alkalommal vett részt az olimpiai játékokon.

## Atlétika
Férfi
| Versenyző      | Versenyszám | Előfutam         | Előfutam         | Előfutam         | Elődöntő | Elődöntő | Elődöntő | Döntő   | Döntő    |
| Versenyző      | Versenyszám | Idő              | Hely.            | Össz.            | Idő      | Hely.    | Össz.    | Idő     | Helyezés |
| -------------- | ----------- | ---------------- | ---------------- | ---------------- | -------- | -------- | -------- | ------- | -------- |
| Abdul Al-Ghadi | 800 m       | 2:05,90          | 8.               | 65.              | kiesett  | kiesett  | kiesett  | kiesett | kiesett  |
| Abdul Al-Ghadi | 1500 m      | nem állt rajthoz | nem állt rajthoz | nem állt rajthoz | kiesett  | kiesett  | kiesett  | kiesett | kiesett  |
| Ali Al-Ghadi   | 5000 m      | 16:06,58         | 13.              | 52.              | kiesett  | kiesett  | kiesett  | kiesett | kiesett  |
| Ali Al-Ghadi   | 10 000 m    | nem ért célba    | nem ért célba    | nem ért célba    |          |          |          | kiesett | kiesett  |